# Imapinua Planitia
Imapinua Planitia est une plaine située sur Vénus dans le quadrangle d'Henie. Elle a été nommée en référence à Imapinua, maîtresse de la mer pour les Eskimos de l'est du Groenland.